# SN 1997fd
SN 1997fd – supernowa odkryta 28 grudnia 1997 roku w galaktyce A034115-5329. W momencie odkrycia miała maksymalną jasność 21,20m.